# Ли, Винни
Вэнь-Цин (Винни) Ли (род. 25 декабря 1948, Тайвань) — китайско-американский математик, профессор математики в Университете штата Пенсильвания.
Известна работами по теории автоморфных форм и их приложениям в теории чисел к теории кодирования и спектральной теории графов.  Нётеровский чтец (2015).

## Профессиональная карьера
Ли окончила бакалавриат в Национальном тайваньском университете в 1970 году.
Получила докторскую степень в Калифорнийском университете в Беркли в 1974 году под руководством Эндрю Огга.
До прихода в Университет штата Пенсильвания в 1979 году она работала 3,5 года доцентом Бенджамина Пирса в Гарвардском университете с 1974 по 1977 год, а также доцентом Иллинойсском университете в Чикаго с 1978 по 1979 год.
Она также была директором Национального центра теоретических наук в Тайване с 2009 по 2014 год.

## Награды и отличия
- 2010 год — лауреат Чернской премии, вручаемой каждые три года выдающемуся китайскому математику.[6]
- 2015 год — была выбрана для проведения Нётеровской лекции.[7]